# Рокси Рейнольдс
Рокси Рейнольдс  (англ. Roxy Reynolds; настоящее имя Шанель Сандерс; род. 28 декабря 1983 года, Филадельфия, Пенсильвания, США) — американская порноактриса.

## Карьера в порнофильмах
Карьеру в порнобизнесе начала в 2005 году, когда актрисе было 22 года. До прихода в индустрию танцевала стриптиз. На 2013 год снялась в 85 порнофильмах.

## Награды
- 2008 год — Urban X Award — Best Female Performer[4].

## Фильмография
- 25 Sexiest Black Porn Stars Ever (2012)
- Attack of the MILFs 12 (2012)
- Booty Call 7 (2009)
- Club Elite (2011)
- Ghetto Booty 19 (2005)
- H.T.'s Black Street Hookers (2005)
- Nightstick Black POV 2 (2006)
- Pussy Cats 3 (2008)
- This Ain’t the Barber Shop: It’s a XXX Parody (2010)
- Whack Jobs 2 (2007)
- World of Sexual Variations 3 (2009)